# Пуэнт-а-Питр
Пуэ́нт-а-Пи́тр (фр. Pointe-à-Pitre) — крупнейший город Французской Вест-Индии и французского департамента Гваделупа, а также её экономический центр.
Население города по данным на 1 января 2019 года составляет 15 181 человек.
Город был официально основан в 1764 году при губернаторе Габриэле де Клие, после чего началось его развитие, часто останавливаемое стихийными бедствиями, как, например, великим пожаром 1780 года, уничтожившим Пуэнт-а-Питр.
Город является популярным туристическим местом. В нём расположен Международный аэропорт Пуэнт-а-Питр.

## География
Пуэнт-а-Питр расположен в юго-западной части острова Гранд-Тер (архипелаг Малые Антильские острова) на побережье Карибского моря; он находится в центре Гваделупы, недалеко от Ривьер-Сале («Солёная река»), отделяющей остров Гранд-Тер от острова Бас-Тер. Город Пуэнт-а-Питр окружён коммунами Лез-Абим, Бэ-Махо и Ле-Гозье. Пуэнт-а-Питр находится на известняковом плато, которое сыграло важную роль при строительстве города. Залив Пти-Куль-де-Сак-Марин предполагает наличие защищённого порта (Порт-де-Жарри, Ле Гозье).

## История
Французские колониальные власти давно задумывались о создании города на нынешнем месте Пуэнт-а-Питр, на стыке двух «островных» районов Гваделупы (Остров Бас-Тер и Гранд-Тер), но несколько попыток около 1713—1730 годов потерпели неудачу из-за вредной для здоровья болотистой местности.
Во время британской оккупации Гваделупы (1759—1763) на холме с видом на болота возникло поселение. После возвращения Гваделупы во Францию в 1763 году город Пуэнт-а-Питр был официально основан при губернаторе Габриэле де Клие в 1764 году. По королевскому указу болота, на которых сегодня находится центр города Пуэнт-а-Питр, были осушены, что сопутствовало развитию города.
Развитие города было относительно быстрым, отчасти благодаря корсарам. Однако в 1780 году большой пожар полностью уничтожил город. Шестьдесят три года спустя, в 1843 году, он снова был разрушен землетрясением. История Пуэнт-а-Питра отмечена множеством бедствий: пожарами 1850, 1871 и 1931 годов, землетрясениями 1851 и 1897 годов и ураганами 1865 и 1928 годов. Город также пережил несколько эпидемий холеры. Однако его расположение и большой защищённый порт позволили Пуэнт-а-Питру стать крупнейшим городом и экономической столицей Гваделупы.

## Городская территория и демография
Крошечная коммуна Пуэнт-а-Питр является центром более крупного городского района, охватывающего 11 коммун. По данным переписи 2018 года этот городской район с населением 250 952 человека, что составляет 65 % населения, является крупнейшим в Гваделупе и одним из крупнейших среди заморских территорий и департаментов Франции.

### Коммуны
Одиннадцатью коммунами, составляющими городской район Пуэнт-а-Питр с населением в 2017 году, являются:
- Лез-Абим: 53 491 чел. (самая густонаселённая коммуна в городской зоне и в целом в Гваделупе, городской район Пуэнт-а-Питр);
- Baie-Mahault: 30 929 чел. (расположение главного морского порта городского района и крупнейшего промышленного парка на Малых Антильских островах);
- Ле-Гозье: 26 783 чел.;
- Petit-Bourg: 24 277 чел.;
- Сент-Анн: 23 675 чел.;
- Ле-Муль: 22 150 чел.;
- Морн-а-л-О: 17 434 чел.;
- Ламентин: 16 573 чел.;
- Пуэнт-а-Пит: 15 923 чел. (историческое, коммерческое и административное сердце городского района; столкнувшись с конкуренцией со стороны пригородов, перенаселённая коммуна Пуэнт-а-Питр в последние годы теряет предприятия и жителей);
- Сен-Франсуа: 12 816 чел.;
- Пти-Канал: 8 220 чел.;

## Экономика и туризм

### Порт-де-Жарри
Город — торговая столица Гваделупы, служащая основным портом захода как для грузовых, так и для пассажирских судов. Главный морской порт — Порт-де-Жарри, расположенный через залив Куль-де-Сак-Марин в коммуне Бэ-Махо. Он имеет один из крупнейших контейнерных терминалов в восточной части Карибского бассейна с причалом длиной 600 метров.
Основные статьи экспорта — продовольственные культуры (бананы, какао, кофе, сахар, ром), продукты животного происхождения (говядина, молоко) и промышленные товары (нефтепродукты, текстиль, лекарства).

### Промышленность и сельское хозяйство
Обширная зона Industrielle de Jarry, прямо к западу от Пуэнт-а-Питра является крупным центром коммерческой и лёгкой промышленности, особенно в области складирования и распределения. Сельскохозяйственное производство располагается на востоке области, где продолжается разведение крупного рогатого скота, выращивание бананов и сахарного тростника.

### Туризм
Город также является популярным туристическим направлением. Туристов привлекает большое количество достопримечательностей: музеи, памятники, мемориалы, церкви, места для отдыха и пляжи; а также многие самобытные места: рынки и даже улицы самого города.
В городе также находится Международный аэропорт Пуэнт-а-Питр.

#### Достопримечательности

##### Музеи
В городе располагаются музеи:

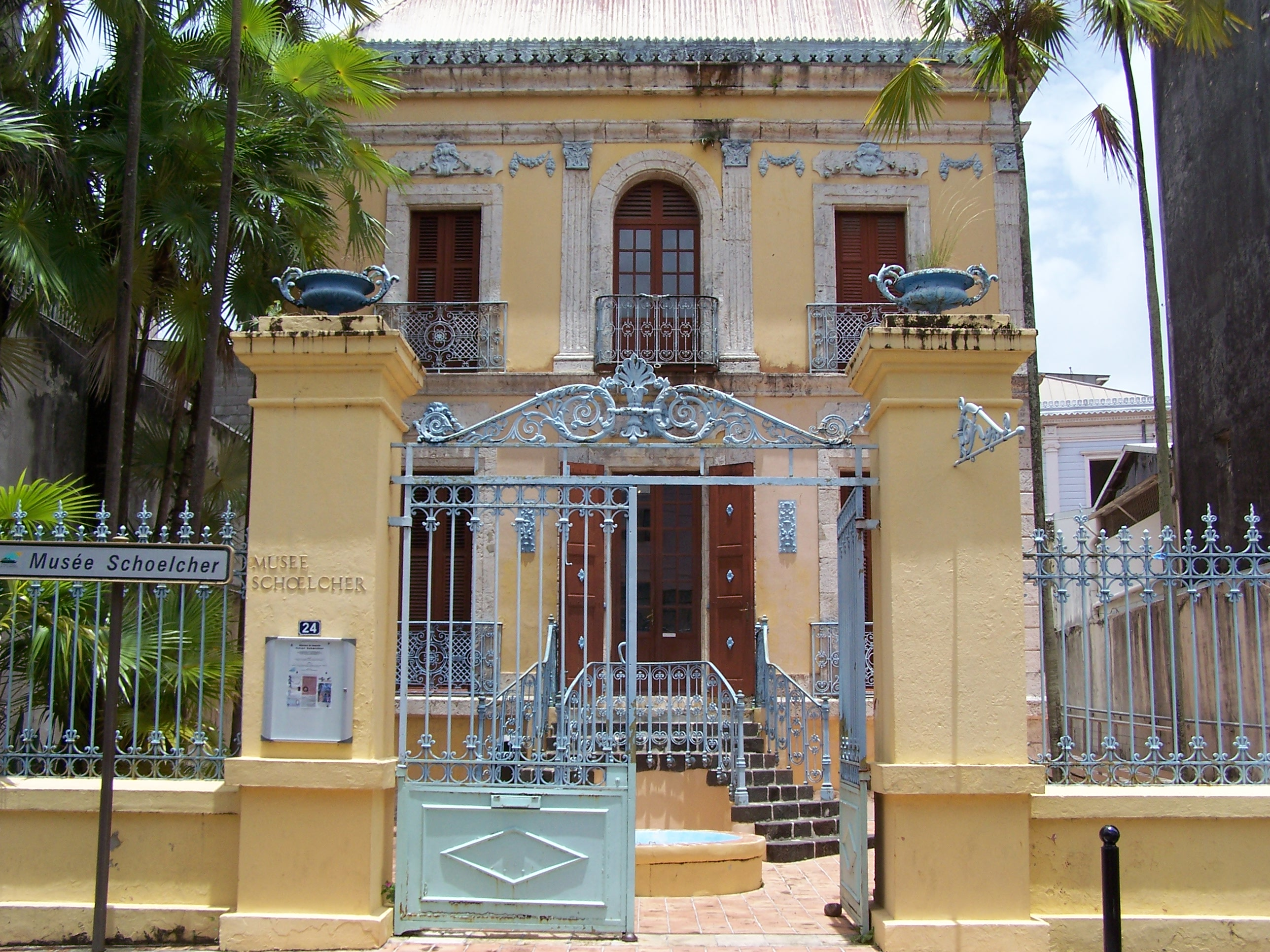
Музей Шёльшера

- Мемориал АСТе (фр. Memorial ACTe) — музей и мемориал жертвам рабства.
- Музей Шёльшера (фр. Musée Schœlcher) — музей, хранящий коллекцию предметов, принадлежавших защитнику отмены рабства во Франции Виктору Шёльшеру.

#### Церковь
В Пуэнт-а-Питре также находится церковь Сен-Пьер-и-Сен-Поль (фр. Église Saint-Pierre-et-Saint-Paul) — католическая церковь, классифицированная в 1978 году как исторический памятник. Несмотря на то, что церковь так и не была освещена, местные жители называют её собором.

## Города-побратимы
/Сухум, Республика Абхазия/Грузия